# Super Bowl IV
Super Bowl IV spelades den 11 januari 1970 på Tulane Stadium i New Orleans. AFL-mästarna Kansas City Chiefs slog NFL-mästarna Minnesota Vikings med 23-7.